# Avere o essere?
Avere o essere? (To Have or to Be?) è un saggio dello psicoanalista tedesco Erich Fromm, pubblicato per la prima volta in lingua inglese nel 1976 e tradotto in più di trenta lingue.
Nel saggio l'autore amplia le sue precedenti ricerche nella psicoanalisi focalizzando l'analisi dell'egoismo e dell'altruismo, due caratteristiche essenziali e centrali del carattere. Il titolo del libro, a detta dello stesso Fromm, To Have or to Be?, è quasi identico a due opere precedenti, rispettivamente del filosofo francese Gabriel Marcel,  Etre et avoir: Journal métaphysique (1935) e dello psichiatra svizzero Balthasar Staehelin Haben  und  Sein.

## Edizioni
- (EN) Erich Fromm, To Have or to Be?, World Perspectives, n. 50, 1ª ed., New York, Harper & Row, 1976.
- (DE) Erich Fromm, Haben oder Sein. Die seelischen Grundlagen einer neuen Gesellschaft, Stoccarda, Deutsche Verlags-Anstalt, 1976.
- Erich Fromm, Avere o Essere?, traduzione di Francesco Saba Sardi, Milano, Mondadori, 1977.